# Alocasia wentii
Alocasia wentii là một loài thực vật có hoa trong họ Ráy (Araceae). Loài này được Engl. & K.Krause mô tả khoa học đầu tiên năm 1916.